# کشتار قندهار
کشتار قندهار، حادثه‌ای بود که در صبح ۱۱ مارس ۲۰۱۲ در ولسوالی پنجوایی قندهار، افغانستان روی داد. در این حادثه یک سرباز آمریکایی به نام رابرت بیلز هفده نفر غیرنظامی افغانی را کشته و جسدهای آنان را در یک خانه به آتش کشید. در بین قربانیان چهار مرد، سه زن، دو پسر و هفت دختر بودند. پس از این حادثه سرباز آمریکایی خود را به مأموران نظامی آمریکایی تحویل داد. فرد از افغانستان به یک پایگاه نظامی آمریکایی در کویت و سپس به ایالات متحده آمریکا برای محاکمه منتقل شد.

## شرح واقعه
کشتار قندهار به عنوان شدیدترین جنایت جنگی توسط یکی از اعضای نیروهای مسلح ایالات متحده از زمان جنگ ویتنام شناخته می شود. در ساعات اولیه صبح 11 مارس 2012، رابرت بیلز، گروهبان ستاد ایالات متحده، 16 غیرنظامی افغان را در روستاهای نزدیک اردوگاه نظامی که در آن مستقر بود، به قتل رساند. گروهبان بیلز 38 ساله، او سه دوره در عراق خدمت کرده بود - برای اولین بار در ماه دسامبر به افغانستان اعزام شد - و به مدت 11 سال در ارتش خدمت کرده است.
نیمه شب یکشنبه ، یک سرباز آمریکایی پایگاه نظامی دورافتاده کمپ بلمبای را ترک کرد و ظاهراً به سمت دو روستا در ولسوالی پنجوایی در استان قندهار افغانستان حرکت کرد.این ولسوالی به عنوان کانون فعالیت طالبان بدنام است، اگرچه یکی از ساکنان سوگند یاد کرد که ماه هاست جنگجویان طالبان را ندیده است.در ساعات اولیه یکشنبه، اکثر روستاییان در خانه های خود خواب بودند. آنها به صدای چرخش هلیکوپترها در بالای سر و حملات شبانه توسط سربازان آمریکایی عادت داشتند.یک سرباز افغان در بلمبای یک سرباز را در حوالی ساعت 3 بامداد دید و به فرماندهان آمریکایی اطلاع داد.فرماندهان بلافاصله دستور سرشماری دادند،به گفته ژنرال جان آلن، فرمانده ایالات متحده و ناتو در افغانستان، آنها تأیید کردند که یک سرباز مفقود شده است و بلافاصله یک گروه جستجو را تشکیل دادند.شاهدان گفتند، یک سرباز آمریکایی خانه به خانه رفت و مردان، زنان و حتی کودکان افغان را جستجو کرد. در داخل دیوارهای گلی، آنها توسط مهاجم غافلگیر شدند.سپس آمریکایی اسلحه خود را به سمت آنها گرفت و شلیک کرد.به گفته یکی از شاهدان، او پسری را از خواب بیرون کشید و در آستانه در به او شلیک کرد. سپس به داخل اتاق برگشت و اسلحه را در دهان یکی از بچه ها گذاشت و روی دیگری کوبید.وقتی کارش تمام شد، 16 نفر، از جمله 9 کودک، مرده بودند - 11 نفر متعلق به یک خانواده بودند. چند نفر دیگر زخمی شدند.سرباز تعدادی از اجساد را بیرون کشید و آتش زد.

## قربانیان
| قربانیان |
| کشتگان - محمد داوود (پسر عبدالله) - خداداد (پسر محمد جمعه) - نظر محمد - پایندو - روبنا - شاطرینا (دختر سلطان محمد) - زهرا (دختر عبدالحمید) - نازیه (دختر دوست محمد) - معصومه (دختر محمد وزیر) - فریده (دختر محمد وزیر) - پالواشا (دختر محمد وزیر) - نبیه (دختر محمد وزیر) - عصمت الله ۱۶ ساله (پسر محمد وزیر) - فیض الله ۹ ساله (پسر محمد وزیر) - عیسی محمد (پسر محمد حسین) - اختر محمد (پسر مراد علی) مجروح - حاجی محمد نعیم (پسر حاجی سخاوت) - محمد صدیق (پسر محمد نعیم) - پروین - رفیع الله - زردانا - ذوالحجه |

### آمار
در این کشتار، ۱۶ نفر کشته و ۶ نفر مجروح شدند.در میان قربانیان ۹ کودک، چهار مرد و سه زن وجود داشتند.

### قتل‌ها
ابتدا، چهار عضو یک خانواده در الکوزی کشته شدند. به گفته پسری ۱۶ ساله که از ناحیه پا مورد اصابت گلوله قرار گرفت، بیلز اعضای خانواده خود را قبل از شلیک به آنها بیدار کرد. شاهد دیگری گفت که مردی را دید که زنی را از خانه بیرون کشید و بارها سر او را به دیوار زده‌است.یازده نفر از خانواده عبدالصمد در خانه ای در روستای نجیبان کشته شدند که شامل همسرش، چهار دختر، دو تا شش ساله، چهار پسر بین هشت تا دوازده سال و دو تن دیگر از خویشاوندان او بودند. به گفته یکی از شاهدان، «بیلز، پسرها را از موهایشان کشیده و به دهانشان شلیک کرده‌است». حداقل سه تن از کودکان قربانی با یک گلوله به سر هر یک کشته شدند. سپس اجساد آنها به آتش کشیده شد. یک غیرنظامی دیگر، محمد داوود، ۵۵ ساله است که در خانه روستایی دیگری کشته شد.

### سوزاندن اجساد

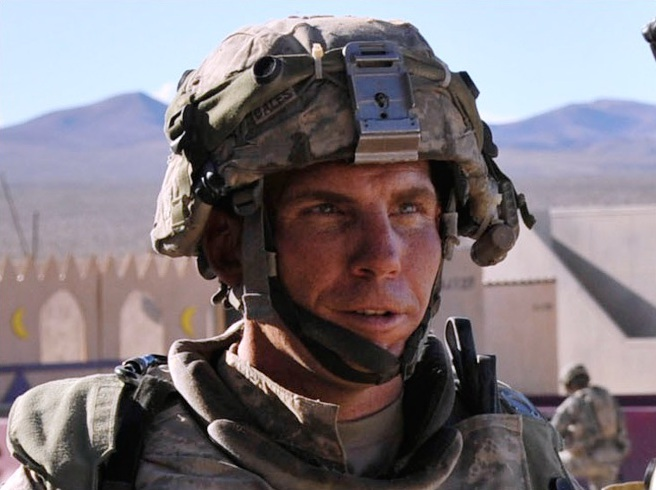
رابرت بیلز، عامل کشتار، در مرکز آموزش ملی فورت اروین در اوت ۲۰۱۱.

بیلز اجساد برخی از قربانیان را سوزاند. شاهدان گفتند که یازده جسد از یک خانواده، به سرشان گلوله و تنشان چاقو خورده‌است و پس از آن، در یک اتاق جمع و به آتش کشیده شدند. تلی از خاکستر در کف خانه یکی از قربانیان پیدا شد. حداقل جسد یک کودک تا حدی زغال شده پیدا شد. نیویورک تایمز گزارش کرد که اجساد کودکان، به یک پایگاه نظامی آمریکایی در نزدیکی منطقه منتقل شد.

## واکنش ها
مقامات رسمی ایالات متحده آمریکا و نیروهای وابسته به آمریکا موسوم به آیساف برای کشته‌شدگان عذر خواهی کردند. اما مقامات افغانستان با محکومیت و تقبیح شدید، آنرا «قتل عمد» نامیدند. شورای ملی افغانستان خواستار برگزاری محاکمه علنی در افغانستان شد اما لئون پانه‌تا وزیر دفاع وقت آمریکا با آن مخالفت نمود.
در 5 ژوئن 2013، گروهبان کارکنان. بیلز در یک معامله برای اجتناب از مجازات اعدام به 16 قتل و شش اقدام به قتل اعتراف کرد و بعداً توسط دادگاه نظامی به حبس ابد محکوم شد - که باعث ناامیدی بسیاری از بازماندگان و بستگان آنها شد..
خشم افغان ها از حکم قتل عام قندهار ، خانواده‌های قربانیان خشمگین بودند که سرباز آمریکایی که به قتل 16 روستایی متهم شده بود، مجازات اعدام دریافت نکرد.مردم پنجوایی منتظر پاسخی بودند که به آنها وعده داده شده بود.این وعده ها - پول، سفر به مکه و خانه های جدید - بلافاصله پس از کشتار 16 روستایی، از جمله 9 کودک، توسط یک سرباز آمریکایی در 11 مارس 2012، سرازیر شد.با این حال، تعداد کمی از لطف های وعده داده شده در روستا محقق شد.بیش از هر چیز، آنچه مردم ولایت قندهار می خواستند عدالت بود.